# Saint-Aubin-Montenoy
 Saint-Aubin-Montenoy (picardisch: Saint-Aubin-Montenoé) ist eine nordfranzösische Gemeinde mit 217 Einwohnern (Stand 1. Januar 2022) im Département Somme in der Region Hauts-de-France. Die Gemeinde liegt im Arrondissement Amiens, ist Teil der Communauté de communes Somme Sud-Ouest und gehört zum Kanton Ailly-sur-Somme.

## Geographie
Saint-Aubin-Montenoy liegt abseits der Hauptverkehrswege rund fünf Kilometer südsüdwestlich von Molliens-Dreuil. Montenoy liegt rund einen Kilometer östlich von Saint-Aubin; hier befindet sich die geschützte Heidelandschaft („Les Larris“) der Montagne de Montenoy (ZNIEFF-1-Gebiet).

## Einwohner
| 1962 | 1968 | 1975 | 1982 | 1990 | 1999 | 2006 | 2011 |
| ---- | ---- | ---- | ---- | ---- | ---- | ---- | ---- |
| 216  | 208  | 214  | 216  | 215  | 209  | 196  | 227  |

## Verwaltung
Bürgermeister (maire) ist seit 2008 Vincent Viltart.